# Zuidlede
De Zuidlede, ook gezien als het verlengde van de rivier de Durme, is een rivier in de Belgische provincie Oost-Vlaanderen. Ze splitst af van de Moervaart ter hoogte van Mendonk en stroomt zo verder langs Zaffelare en Eksaarde naar Daknam waar ze samenvloeit met de Moervaart. Vroeger was ze echter een deel van de natuurlijke middenloop van de Durme. Maar door de kanalisatie van de Moervaart (in het verleden ook wel Noordlede genoemd) nam deze vaart haar taak langzaam over.
Ze kronkelt voornamelijk door landbouwgebied en voor een groot deel door het provinciaal domein Puyenbroeck. De vallei van de Zuidlede is Europees beschermd als onderdeel van Natura 2000-gebied 'Bossen en heiden van Zandig Vlaanderen: oostelijk deel (BE2300005).
Over haar gehele lengte, een 15-tal kilometer, is ze ontoegankelijk voor motorvaartuigen, maar ze is geschikt voor een boottocht per kano of kajak, al moet de boot enkele keren over een dam worden gedragen.
Rivieren: Durme (Bovendurme, Benedendurme) · Lede · Zuidlede

Kanalen: Moervaart

Grachten: Fondatiegracht · Kapittelsvaardeken · Olentgracht

Beken: Beerbakbeek · Lokerenbeek · Vondelbeek